# Jan Fišer (divadelní režisér)
Jan Fišer, vlastním jménem Fischer (19. července 1921 Praha – 26. září 2011 Česká Lípa), byl český divadelní režisér.
Roku 1941 byl transportován do Terezína. V roce 1944 byl z Terezína převezen do koncentračního tábora Birkenau; při likvidaci tábora absolvoval pochod smrti a přes Košice se vrátil do Československa. Po válce se plně věnoval divadlu. Pracoval jako asistent režiséra a režisér v Divadle na Vinohradech (1945–1950) , režíroval dva roky v Městských divadlech pražských, odkud odešel do funkce ředitele do Státního souboru písní a tanců , ve Vesnickém divadle, na divadelních scénách v Brně (v tehdejším Divadle bratří Mrštíků, dnešní Městské divadlo Brno), v Plzni a také v Laterně magice. V období zv. normalizace, které následovalo po invazi vojsk Varšavské smlouvy do Československa, byl jeho činnost z politických důvodů omezena.
V roce 1964 se stal zakládajícím členem Odboru přátel a příznivců Slavie, který měl za cíl zachránit a pozdvihnout fotbalovou Slavii, toho času živořící ve druhé fotbalové lize.
Jeho dcerou byla herečka Táňa Fišerová.

## Divadelní režie (výběr)
- 1948 V. K. Klicpera: Zlý jelen, Divadlo na Vinohradech (j. h.)
- 1949 J. K. Tyl: Tvrdohlavá žena, Divadlo na Vinohradech
- 1950 A. N. Ostrovský: Vrána k vráně sedá, Městská divadla pražská
- 1951 Karel Dvořák: Svatba s delegátkou, Divadlo komedie
- 1952 Lope de Vega: Pes na seně, Divadlo komedie
- 1952 S. Lichý: Horká kaše, Městská divadla pražská a Komorní divadlo (spolurežie s Otou Ornestem)
- 1956 G. E. Lessing: Minna z Barnhelmu, Vesnické divadlo
- 1957 S. Lichý: Kouzelná lampa Aladinova, Vesnické divadlo
- 1957 L. Feuchtwanger: Ďábel v Bostonu, Vesnické divadlo
- 1957 Tirso de Molina: Sokyně, Vesnické divadlo
- 1958 Anne Franková - F. Goodrichová a A. Hackett: Deník Anny Frankové, Vesnické divadlo
- 1958 H. Pfeiffer: Svátek lampionů, Vesnické divadlo
- 1958 Lope de Vega: Učitel tance, Vesnické divadlo
- 1959 J.Steinbeck: O myších a lidech, Státní zájezdové divadlo
- 1959 O. Wilde: Jak je důležité míti Filipa, Státní zájezdové divadlo
- 1959 E. N. Rannet: Zbloudilý syn, zájezdová inscenace Ústředního divadla Československé armády
- 1960 Alois Jirásek: Maryla, Státní zájezdové divadlo
- 1970 Vladislav Vančura: Josefína, Divadlo na Vinohradech

## Film (výběr)
- V roce 1959 natočil amatérský krátkometrážní film o Vlastimilu Brodském a Zdeňku Řehořovi.[7][pozn. 2]
- Byl spoluautorem scénáře k filmu Ztracení chlapci (The Lost Boys) (1987).[8]
- Účinkoval ve filmu Esther (2007).[9]
- Účinkoval ve filmu Making Light In Terezin (film byl uveden v roce 2012).[10]